# Bitwa pod Kunowicami

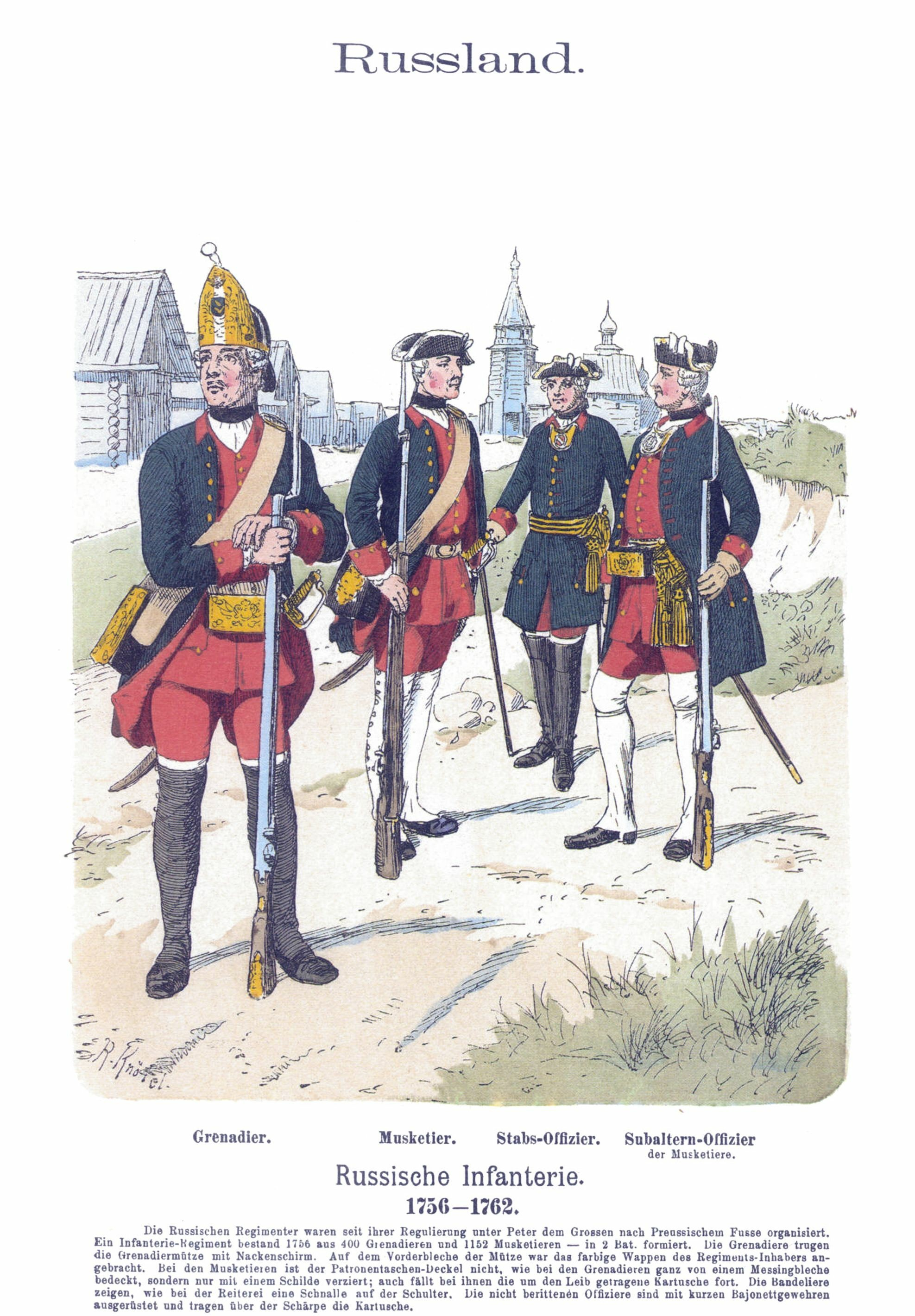
Grenadier, muszkieter, oficer i podoficer armii rosyjskiej

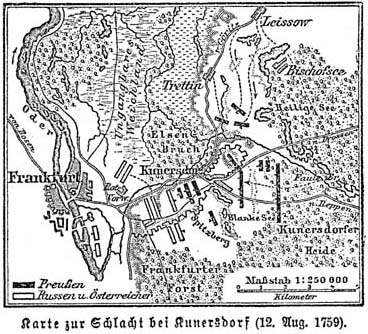
Plan bitwy

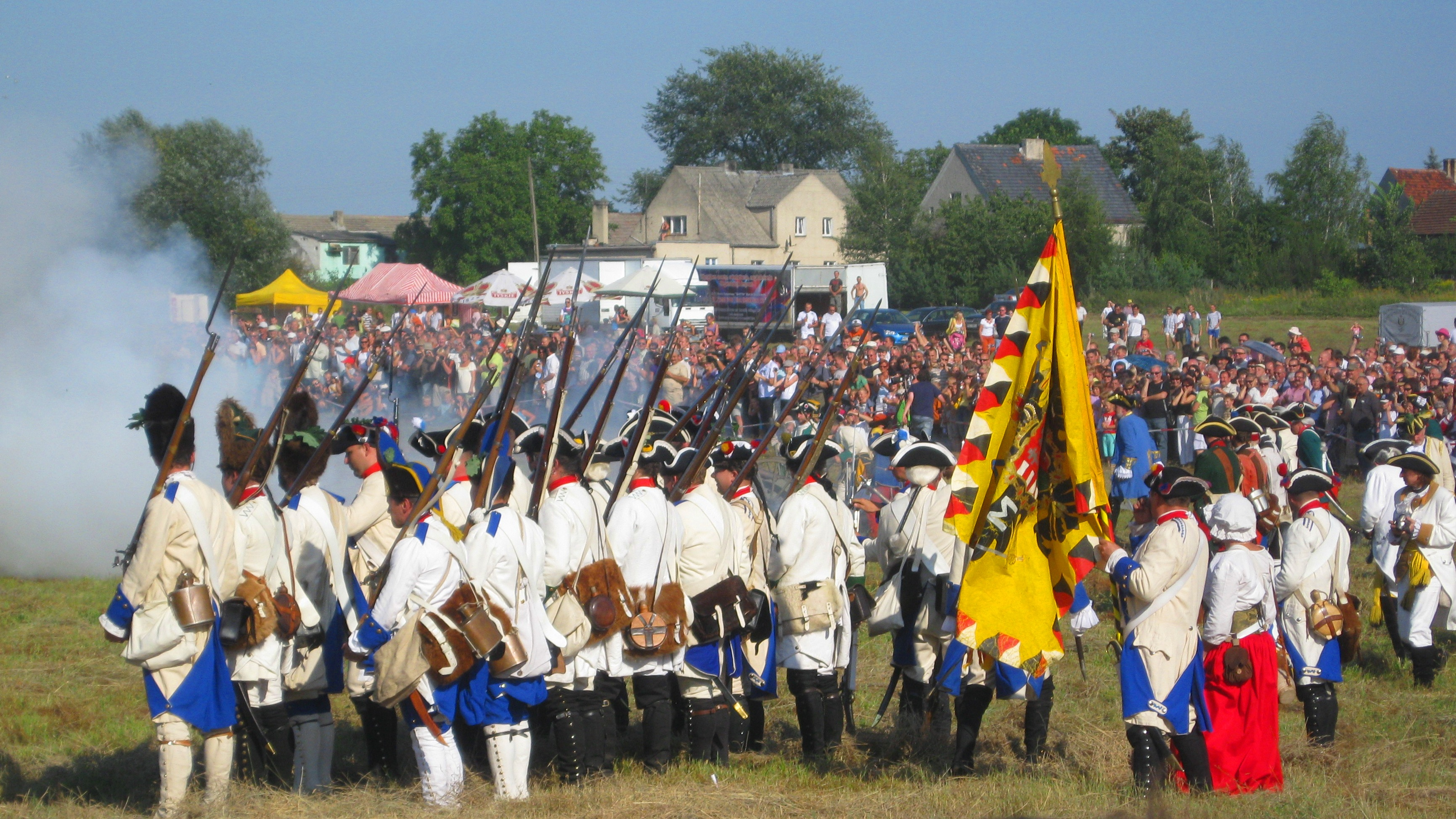
Rekonstrukcja bitwy w 2009 r.

Bitwa pod Kunowicami (niem. Schlacht bei Kunersdorf w obecnym powiecie słubickim (województwo lubuskie)) – starcie zbrojne, które miało miejsce 12 sierpnia 1759 r. pod Kunowicami podczas III wojny śląskiej (wojny siedmioletniej), pomiędzy wojskami króla Prus Fryderyka II (48 000 żołnierzy i ok. 200 dział) a siłami sprzymierzonych wojsk austriacko-rosyjskich (41 000 żołnierzy rosyjskich i 18 500 austriackich oraz 248 dział) pod wodzą feldmarszałka Piotra Sałtykowa.

## Geneza
Zajęcie przez wojska rosyjskie 31 lipca Frankfurtu nad Odrą stworzyło groźbę dla Berlina. 10–11 sierpnia armia pruska przeprawiła się przez Odrę na północ od Frankfurtu w celu uderzenia w tyły armii rosyjskiej, która zajmowała pozycje na wzgórzach. 12 sierpnia dowodzący armią pruską usiłowali obejść umocnione na wzgórzach na północ i zachód od Kunowic pozycje sprzymierzonych i atakować lewe skrzydło w celu zajęcia Krowiego Jaru (niem. Mulberg). Armia pruska uderzyła także w centrum ugrupowania, jednak ten atak został odparty. Doprowadziło to wojska pruskie do ustawienia w pozycji na północ i wschód od linii zajmowanych przez sprzymierzonych. Tego typu charakterystyczne dla Fryderyka II działanie zostało skutecznie zneutralizowane przez silne umocnienia.

## Przebieg bitwy
Bitwę rozpoczęli Prusacy atakując flankę rosyjskich pozycji. Atak ten był udany i jeżeliby Fryderyk przerwał w tym miejscu natarcie (tak jak radził jego brat, Henryk Pruski), Kunowice mogłyby stać się kolejnym pruskim zwycięstwem. Jednak pruski wódz chciał wykorzystać początkowe powodzenie i zdecydował się kontynuować walkę wprowadzając kawalerię gen. Friedricha Wilhelma von Seydlitza. Kawaleria pruska poniosła jednak duże straty i nie osiągnęła powodzenia.
W momencie, gdy siła pruskich ataków osłabła, do akcji weszła austriacka kawaleria (dotychczas trzymana w rezerwie). Sprawne przegrupowanie sił austriacko-rosyjskich przy aktywnym wsparciu artylerii i  kontrataku piechoty rosyjskiej doprowadziło do odzyskania pozycji i odwrotu (wkrótce panicznego) piechoty pruskiej, co przerodziło się w natarcie wojsk sprzymierzonych. Paniczny odwrót sił pruskich został pogłębiony przez zdecydowany atak kawalerii sprzymierzonych. Jedynie 3 000 ludzi dotarło jako zwarty oddział do Berlina. Armia pruska była rozbita. Straciła ok. 19 000 żołnierzy i 172 działa, została rozproszona i w bezładzie wycofywała się. Sojusznicy stracili ok. 15 000 żołnierzy.
Raporty z bitwy mówiły, iż w momencie załamania się pruskich linii, Fryderyk II stanął samotnie na małym wzgórzu ze szpadą wbitą przed sobą w ziemię, zdeterminowany utrzymać linię swej armii lub zginąć. W tej sytuacji kapitan kawalerii Prittwitz z 200-osobowym szwadronem przybył na ratunek królowi i przekonał go do odwrotu. Wojska pruskie były na granicy kapitulacji.
Austria, która nie chciała wzmocnienia potęgi Rosji, nie przejawiała po bitwie aktywności, co dało Fryderykowi II możliwość zebrania swoich rozproszonych sił. Cztery dni po bitwie, większość z 26 000 rozproszonych żołnierzy odnalazła się i armia Fryderyka stanowiła już siłę 32 000 ludzi i 50 dział.

## Epilog
Zwycięstwo to nie zostało praktycznie w ogóle wykorzystane przez koalicję antypruską. Opieszałość wojsk, nieumiejętność koncentracji sił i środków, brak należytej koordynacji działań – charakterystyczny element krajów popierających Austrię w tej wojnie oraz ogromna strata czasu, będąca wynikiem podjęcia następnych działań na szerszą skalę, dopiero w czerwcu 1760 r. umożliwiły Fryderykowi zebranie nowych sił i dalsze prowadzenie wojny. Zdaniem filozofa z Sanssouci jego przeciwnicy popełnili po bitwie tak rażący błąd, że nazwał to nawet "cudem domu brandenburskiego" (niem. Mirakel des Hauses Brandenburg).

## Pamięć o bitwie
15 sierpnia 2009, z okazji 250. rocznicy bitwy pod Kunowicami, zorganizowano inscenizację tego starcia. Wzięli w nim udział rekonstruktorzy z Polski, Czech i Niemiec. Głównymi organizatorami inscenizacji były: Collegium Polonicum, Urząd Miejski w Słubicach oraz Starostwo Powiatowe w Słubicach.
Miejscowy samorząd planuje otwarcie stałej wystawy poświęconej historii bitwy pod Kunowicami.